# Yangon-Mandalay Expressway

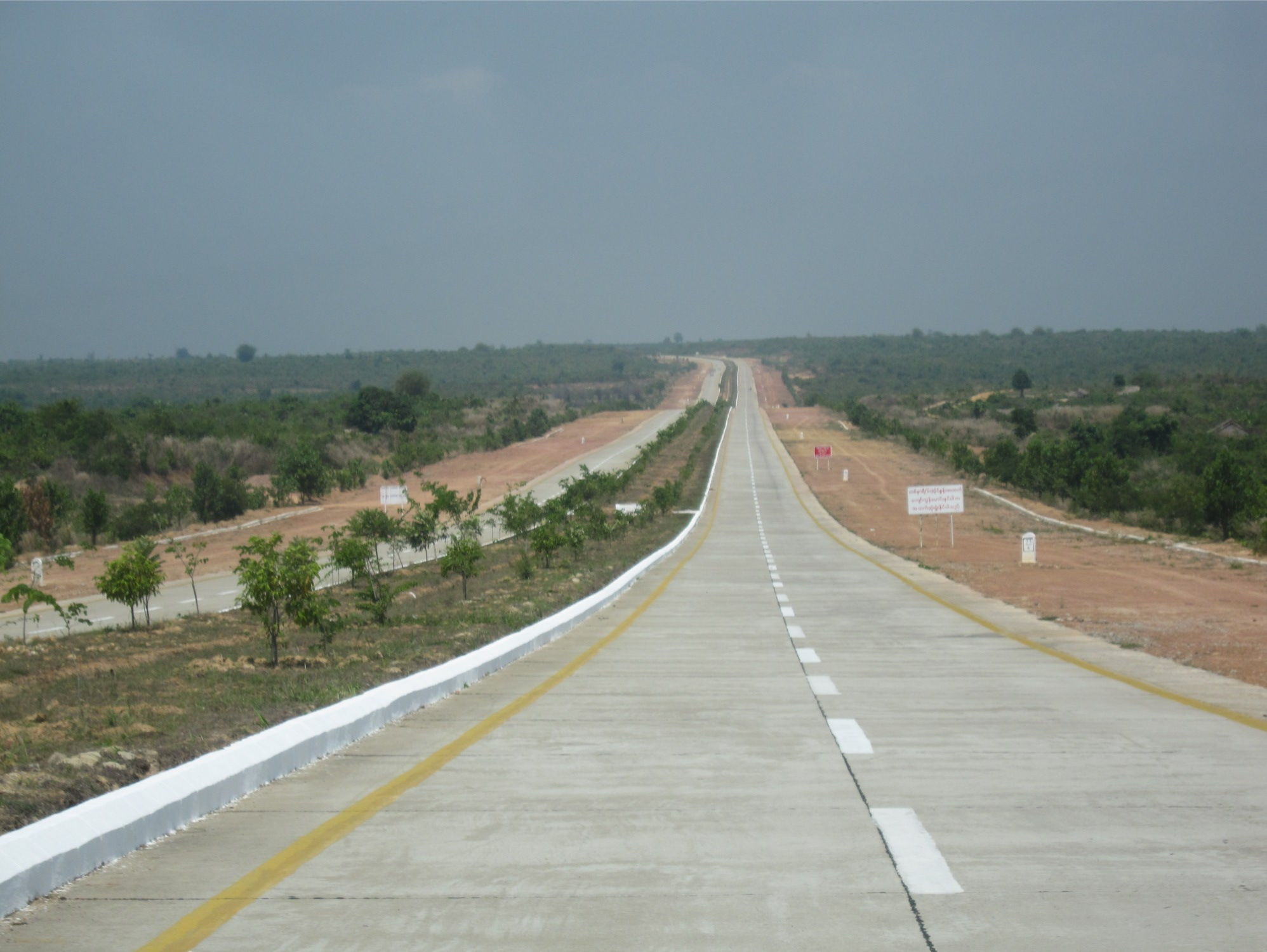
Yangon-Mandalay Expressway

Der Yangon-Mandalay Expressway ist eine Schnellstraße in Myanmar zwischen der ehemaligen Hauptstadt Yangon (dt. Rangun) und der Metropole Mandalay. Sie wurde Ende Dezember 2010 für den öffentlichen Verkehr freigegeben. Durch die Straße verkürzte sich die Fahrtzeit von Rangun nach Mandalay von 13 Stunden mit der Bahn oder 16 Stunden per Fernstraße (Highway) auf 7 Stunden. Der Expressway gehört teilweise zum Asian Highway Network AH1 & AH2.

## Geschichte

### Vorgeschichte
Bereits Ende der 1950er Jahre gab es Pläne zum Bau einer Autobahn zwischen Rangun und Mandalay. Die USA boten Birma während des Kalten Krieges im Rahmen ihrer Entwicklungspolitik finanzielle und technische Unterstützung für den Autobahnbau an. Möglicherweise war das Projekt ein Teil des 1954 von dem deutsch-englischen Ökonomen Ernst Friedrich Schumacher entworfenen „Pyidawtha-Projektes“. Als das Projekt bekannt wurde, gab es den heftigen Protest aus der Volksrepublik China, wobei diese jedoch gleichzeitig die Bepflanzung der Verkehrsinseln anbot. Die Volksrepublik China befürchtete, dass die US-Streitkräfte die geplante Autobahn als Ersatzflugpisten für die Kriege in Indochina benutzen könnten. Die nach dem 1962 Militärputsch entstehende sozialistische Staatsform verhinderte die Verwirklichung des Projekts.

### Der erste Versuch
Die geplante Straßenstrecke lag zwischen dem Rangon-Mandalay Highway und dem Pegu Yoma-Gebirge. Das Pegu Yoma-Gebirge war ein strategisch wichtiger Basisort für die Kommunistische Partei Birmas. Nach der Vertreibung der Kommunisten aus dem Pegu Yoma 1973 plante das sozialistische Militärregime von General Ne Win Mitte der 1970er Jahre den Bau der Schnellstraße. Dafür erhielt das Regime eine Zementfabrik in Kyangin als Entwicklungshilfe von Japan. Doch anstatt die Maschinen zu benutzen, setzte das Regime Gefangene für den Schotterbau und die Abholzung bzw. Räumung im Dschungel für den Streckenverlauf ein. Damals war das Arbeitslager „Nget-Aw-Sann“ nördlich von Hlegu in Birma bekannt. Das Regime gab den Plan ca. 3 Jahre nach dem Beginn wieder auf, weil es den Zement aus der neuen Fabrik anstatt für den Schnellstraßenbau für fehlende Devisen ins Ausland exportieren musste.

### Der neue Versuch
Nach dem 8888 Uprising erlaubte das neue Militärregime Privatwirtschaft und intensivierte Infrastrukturprojekte. Neue Zementfabriken wurden vom Staat und Privatfirmen gebaut, ebenso wie eine neue eigene Stahlproduktionsstätte in Magwe, Pinpet und Wanetchaung. Sie ermöglichten die Herstellung von Baustahl und Stahlträgern für den Brücken- und Straßenbau. Zur Finanzierung erhielt das Regime Devisen im Gegenzug für den Gas-Export nach Thailand. Im Oktober 2005 begannen die Bauarbeiten und am 29. Dezember 2010 fand die offizielle Eröffnung der gesamten Strecke statt.

## Bauphasen

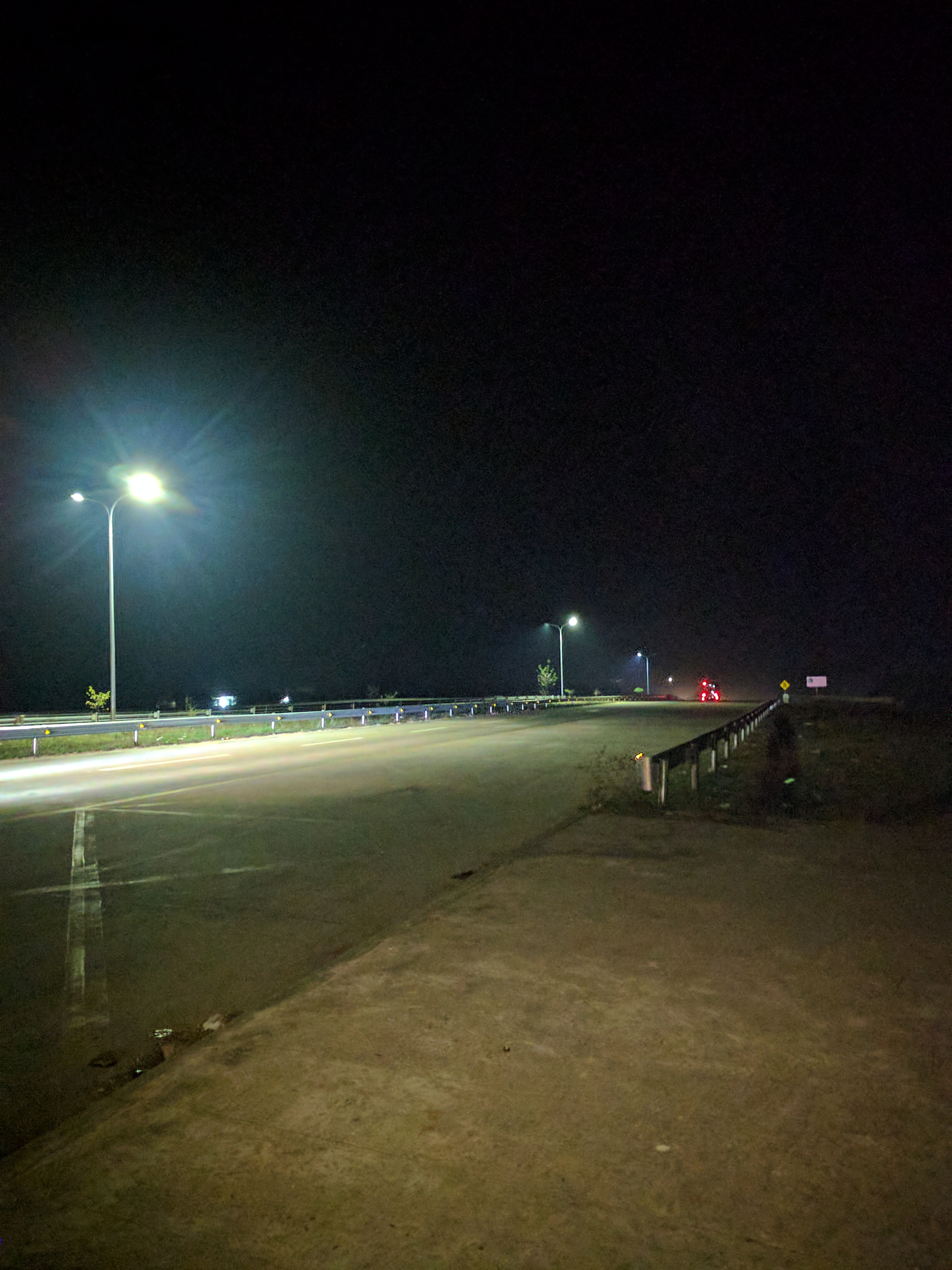
Expressway bei Nacht

Beim Bau wurden sowohl Menschen, darunter ca. 15.000 ungelernte Arbeitskräfte, als auch Maschinen eingesetzt. Die Bilder, die während des ersten Bauabschnitts von den Passanten aufgezeichnet wurden, zeigen neben Straßenbaumaschinen (Baggerlöffel und -schaufeln, Radlader, Grader, Laderaupen, Walzenzüge und Dumper) auch Gleitschalungsfertiger für Einbauarbeiten der Betondecke.
Die Schnellstraße wurde vom Bauministerium (Road Department of Public Works) eingeweiht, der Bau wurde jedoch mit der Beteiligung des Pionierbataillons der Armee (Directorate of Military Engineering) durchgeführt.

### Yangon – Naypyidaw
- Bauzeit: Oktober 2005 – März 2009
- Eröffnung am 25. März 2009
- Streckenlänge: 323,2 km (202 Meilen)
- Brücken über 60 Meter: 40 Stück

### Naypyidaw – Mandalay
- Bauzeit: ca. 2007 – Dezember 2010
- Eröffnung am 29. März 2010
- Streckenlänge: 240,0 km (150 Meilen)
- Brücken über 60 Meter: 32 Stück

### Mandalay (Sagainn) – Mandalay (Dagundaing) [4-spurig]
- Bauzeit: ca. 2010 – Dezember 2011
- Eröffnung am 30. Dezember 2011
- Streckenlänge: 18,3 km (13,5 Meilen)
- Brücken über 60 Meter: nicht bekannt

## Technische Daten
Die fertiggestellte Schnellstraße hat zwei getrennte Fahrbahnen mit je zwei Fahrstreifen. Zwischen den Fahrbahnen gibt es eine 9,14 Meter (30 Fuß) breite Verkehrsinsel. Jede Fahrbahn ist 7,62 Meter (25 Fuß) breit, d. h. jeder Fahrstreifen ist 3,81 Meter breit. Diese Fahrbahn liegt unter einer 30 Zentimeter (1 Fuß) dicken Stahlbetondecke und ist auf der 15 Zentimeter (½ Fuß) dicken und 8,23 Meter (27 Fuß) breiten Tragschicht einbetoniert. Es gibt insgesamt 842 Kastendurchlässe (box curverts), 1396 Brücken und 116 Unterführungen (underpasses) entlang der Strecke.
Die Belastbarkeit der Straße beträgt 80 Tonnen; das Tempolimit beträgt 100 km/h. Es gibt weder Standstreifen bzw. Seitenstreifen noch Beschleunigungsstreifen und Verzögerungsstreifen.

### Maut

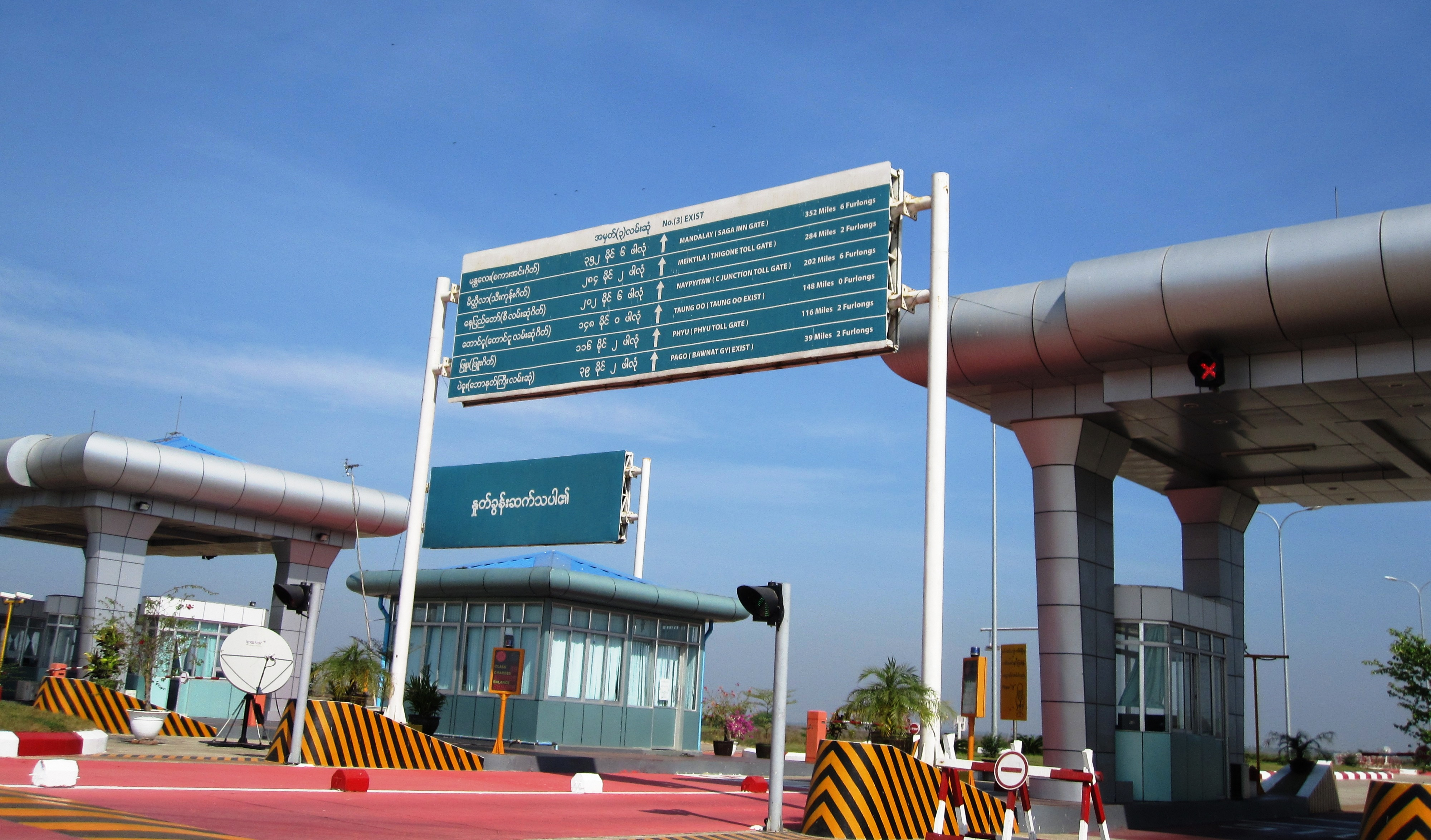
Maut-Station in Naypyitaw

Die fünf Maut-Stationen der Schnellstraße befinden sich in Yangon, Phyu, Naypyidaw, Meiktila und Mandalay. Die Mautgebühren betragen von Yangon nach Mandalay für Pkw bis 1 Tonne 4500 Kyat und für Busse bis 10 Tonnen 22.500 Kyat. Es ist noch nicht erlaubt, die Strecke mit LKW zu befahren.

## Standardisierung
Die entlang der Schnellstraße befindlichen Verkehrsschilder entsprechen nicht internationalen Normen. An den Kurven ist die Fahrbahn ohne Querneigung einbetoniert, daher ist es unmöglich, die Kurve mit gleichbleibender Geschwindigkeit zu befahren. Laut den Exil-Nachrichtenagenturen Irrawaddy (Thailand) und Mizzima (Indien) führen diese Mängel zu zahlreichen Unfällen in den Kurven. Laut der NLM wurde die Querneigung beim Entwurf berücksichtigt und bei der Fahrbahn-Einbetonierung durchgeführt, um eine konstante Geschwindigkeit bei der Kurvenfahrt zu gewährleisten. Ebenso gibt es viele Unfälle beim Ausfahren aus der Schnellstraße, weil dort kein Verzögerungsstreifen vorgesehen ist.
Rastplätze, Polizeistationen und Tankstellen entsprechen nicht internationalen Standards. Viele Autofahrer sind unerfahren beim Befahren von Schnellstraßen, ebenso fehlen Kenntnisse über die Straßenverkehrsordnung. Deshalb kommen viele Unfälle vor.

## Galerie

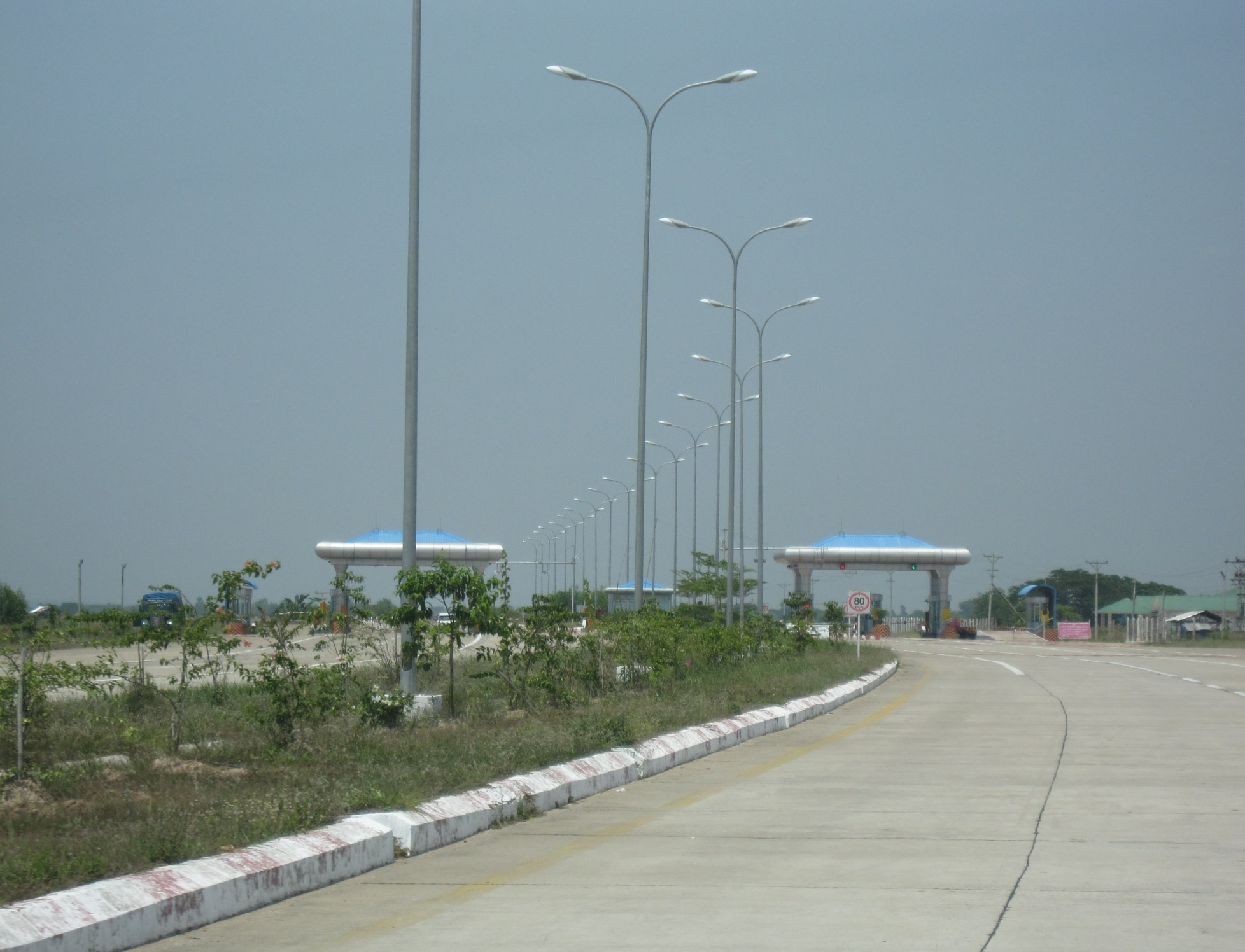
Yangon-Nay Pyi Taw Maut-Station
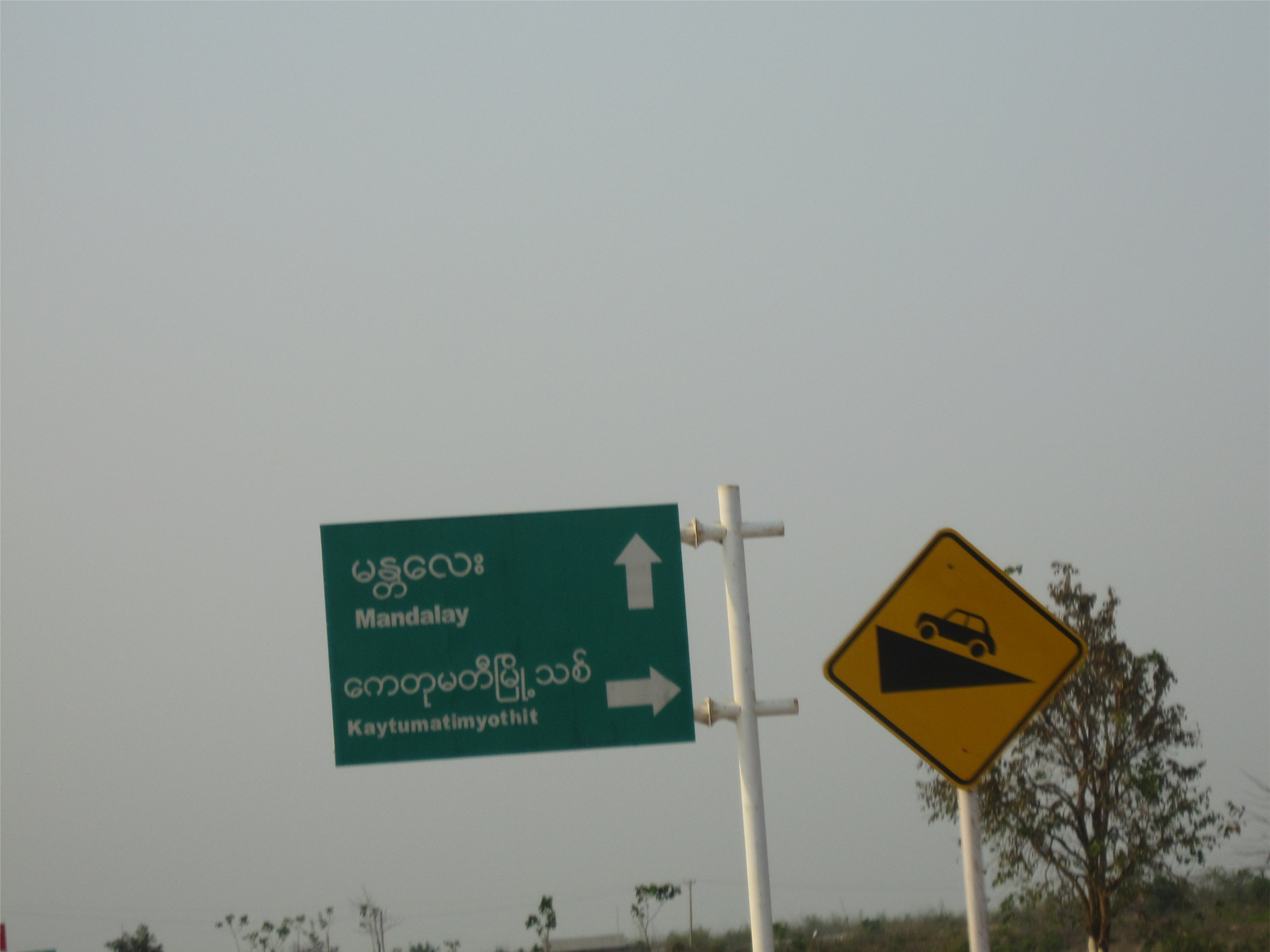
Verkehrsschilder entlang der Schnellstraße
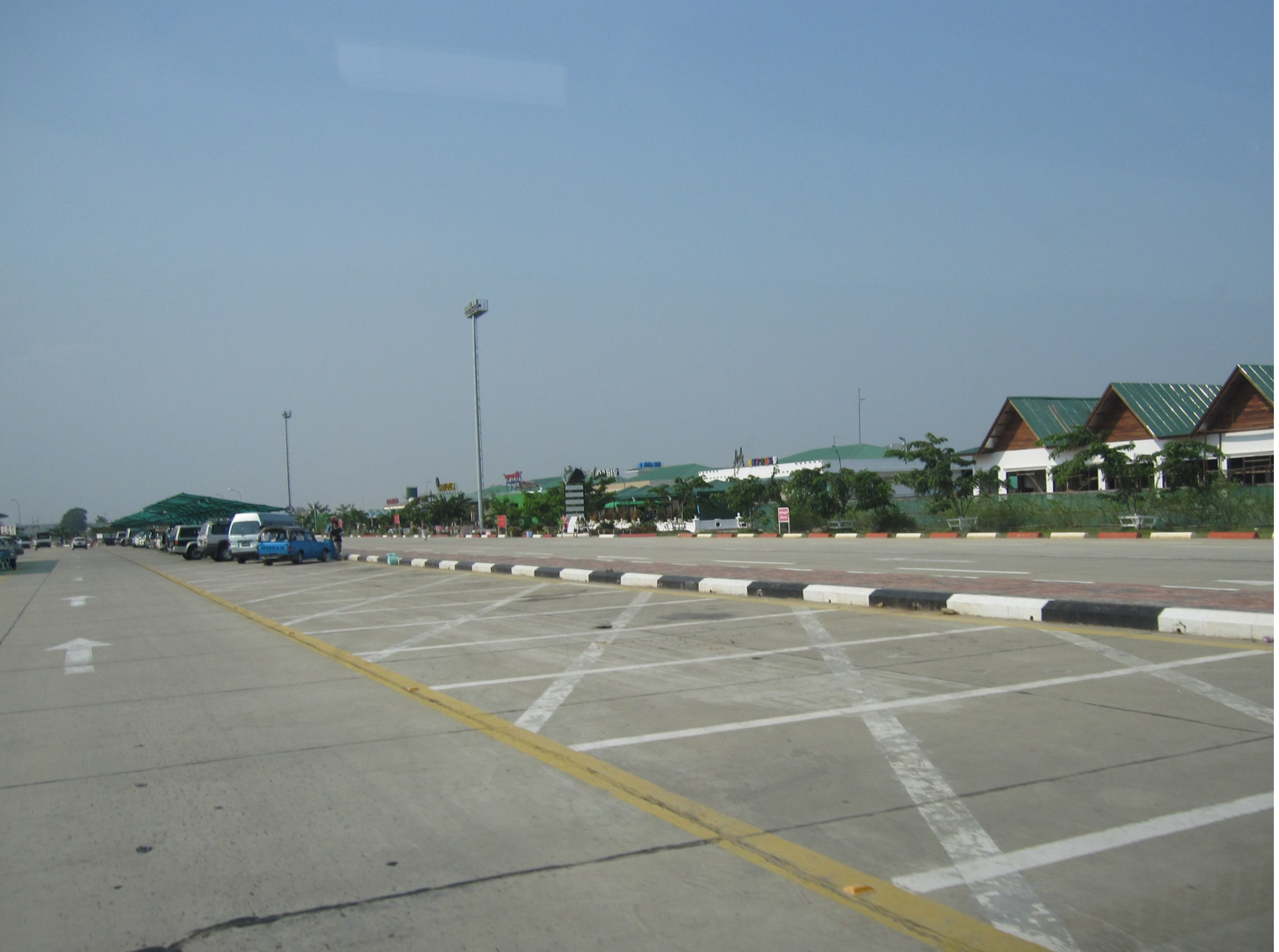
Raststätte
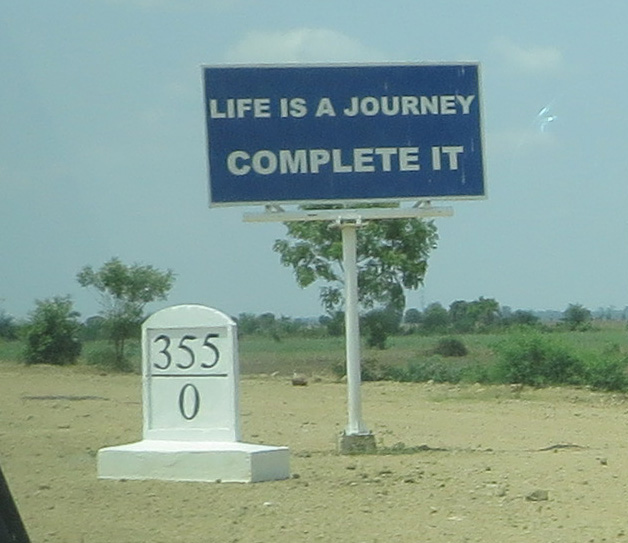
Sicherheits Info südlich von Mandalay
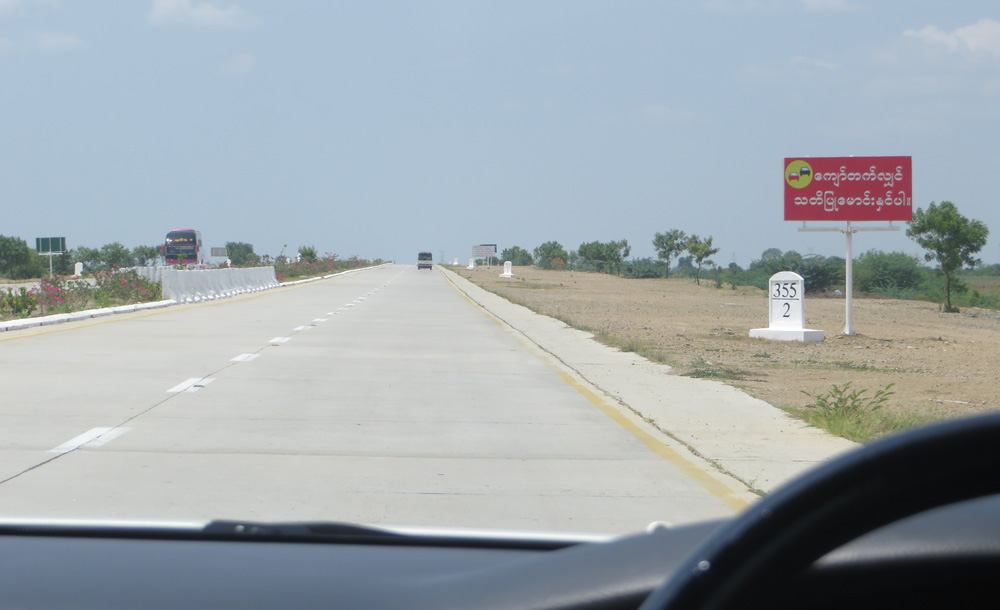
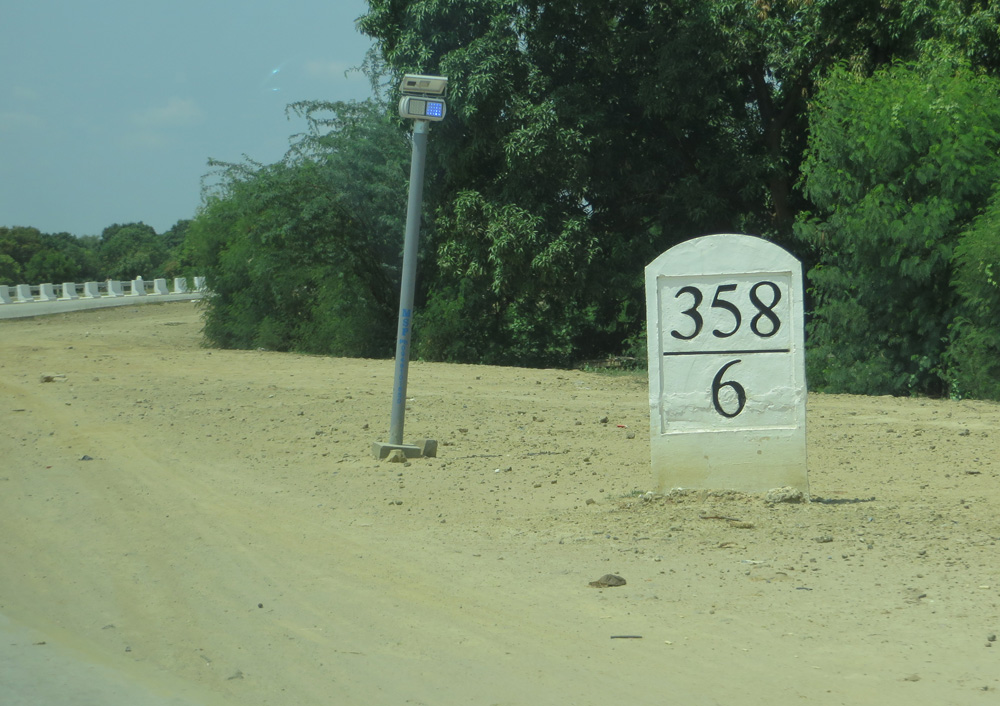

## Mögliche Erweiterung
Zeitungsberichten aus Myanmar zufolge haben südkoreanische und japanische Firmen, die in der Autobahn- bzw. Expressway-Baubranche tätig sind, den Verkehrsminister und Bauminister des Landes besucht. Daher sind künftige Verbesserungen im Bereich Verkehrsschilder und der Fahrbahnen an den Kurven möglich.
Der mögliche Fahrbahnausbau auf acht Fahrstreifen ist noch nicht bekannt gegeben worden, obwohl das Regime oft eine achtspurige Schnellstraße erwähnt hat. Eine mögliche Streckenerweiterung ist der Yangon-Pathein Expressway (auch Rangun-Basein Expressway), weil zurzeit eine neue Brücke (zwei Fahrstreifen mit einem Eisenbahngleis) über den Fluss Ayeyawaddy (Irrawaddy) gebaut wird, die ca. 800 Meter flussaufwärts von zwei vorhandenen Fahrstreifen an der BoMyatHtun-Brücke liegt und die Regierung mehrmals eine vierspurige Verbindung zwischen Yangon und Pathein angekündigt hat.